# Morwenna (roman)
Pour la princesse bretonne, voir Morwenna.
Morwenna (titre original : Among Others) est un roman de science-fiction écrit par Jo Walton, publié par Tor Books en 2011 puis traduit en français et publié en 2014 par les éditions Denoël dans la collection Lunes d'encre.
Le roman a reçu le prix Hugo du meilleur roman 2012, le prix Nebula du meilleur roman 2011 et le prix British Fantasy du meilleur roman 2012.

## Résumé
En 1979, Morwenna Phelps est une adolescente galloise de 15 ans, fan de science-fiction, qui part vivre chez son père après la mort accidentelle de sa sœur.
Le roman est présenté comme étant son journal intime.
Adolescente restée handicapée après l'accident qui a coûté la vie à sa sœur jumelle, Morwenna (Mori) s'est enfuie loin de sa mère. Elle pense que sa mère est responsable de cet accident en tant que sorcière.
Retrouvé par les services sociaux, son père la récupère. Elle se découvre une affinité avec cet homme inconnu : le fantastique et la science-fiction. Lectrice acharnée, c'est son amour pour ces histoires qui lui a permis de tenir dans les épreuves. Mais les trois riches demi-sœurs de son père s'empressent de l'expédier dans un pensionnat huppé, d'un haut niveau sportif. Débarquée en plein trimestre scolaire, différente par sa maturité et son handicap, elle est la brebis galeuse de sa classe. Réfugiée à la bibliothèque de l'école durant les nombreuses heures de sport, elle est remarquée par la documentaliste. Celle-ci l'accompagne un soir au club de lecture de la bibliothèque de la ville voisine.
La richesse de Morwenna, c'est sa connaissance parfaite des histoires et des personnages du fantastique et de la science-fiction, mêlés a son quotidien et à la magie ils font partie de sa vie quotidienne. La voix de Corwin d'Ambre, les sorciers de Terremer, les mondes différents de Dune et surtout le « karass » de Vonnegut l'aident à supporter sa galère quotidienne. Elle attend avec Pippin que le caillou tombe au fond du puits, et prend contact avec les fées proches du pensionnat. L'histoire se passe dans les années 1980 donc les derniers ouvrages de science-fiction n'y figurent pas.
Outre la littérature de l'imaginaire, les thèmes principaux de ce roman fantastique sont l'adolescence et le féminisme.